# Чемпионат Европы по футболу 2005 среди девушек до 19 лет
Чемпионат Европы по футболу для девушек до 19 лет 2005 года состоялся в Венгрии и длился с 20 по 31 июля 2005 года. Чемпионат одновременно являлся квалификационным турниром к чемпионату мира 2006 года, и четыре лучшие команды должны были пройти в финальную часть турнира.
Чемпионом Европы впервые в своей истории стала сборная России, выигравшая у Франции в серии пенальти в финале. Россия квалифицировалась на чемпионат мира и как хозяйка турнира, и как чемпионка Европы, поэтому было принято решение ещё до старта первенства Европы провести дополнительный матч между командами, занявшими третьи места в группах.

## Города и стадионы
| Залаэгерсег         | Залаэгерсег Бюк Андрашида Папа | Бюк                |
| ------------------- | ------------------------------ | ------------------ |
| ЗТЕ Арена           | Залаэгерсег Бюк Андрашида Папа | Сечени утца        |
| Вместимость: 14,000 | Залаэгерсег Бюк Андрашида Папа | Вместимость: 1,740 |
|                     | Залаэгерсег Бюк Андрашида Папа |                    |
| Папа                | Залаэгерсег Бюк Андрашида Папа | Андрашида          |
| Перуц               | Залаэгерсег Бюк Андрашида Папа | Майкл Новак-стрит  |
| Вместимость: 5,500  | Залаэгерсег Бюк Андрашида Папа | Вместимость: 1,000 |
|                     | Залаэгерсег Бюк Андрашида Папа |                    |

## Участники
Для участия в турнире допускались футболистки, родившиеся после 1 января 1986.

### Группа А
- Венгрия
- Германия
- Финляндия
- Швейцария

### Группа B
- Россия
- Англия
- Шотландия
- Франция

## Судьи
- Лена Арведаль[швед.]
- Мартина Благова
- Михаэла Басимамович
- Маарен Оландер
- Анелия Синабова
- Сильвия Теа Спинелли

## Игры

### Группа А
| Команда   | И | В | Н | П | ГЗ | ГП | О |
| --------- | - | - | - | - | -- | -- | - |
| Германия  | 3 | 3 | 0 | 0 | 10 | 3  | 9 |
| Финляндия | 3 | 2 | 0 | 1 | 7  | 5  | 6 |
| Швейцария | 3 | 1 | 0 | 2 | 8  | 10 | 3 |
| Венгрия   | 3 | 0 | 0 | 3 | 1  | 8  | 0 |

| Финляндия                                      | 4 – 2                         | Швейцария                                                  |
| ---------------------------------------------- | ----------------------------- | ---------------------------------------------------------- |
| Эсси Сайнио 33′ · Линда Селльстрем 63′ 68′ 89′ | (Report) (недоступная ссылка) | Каролина Аббе 76′ · Гаэль Тальманн 87' · Мартина Мозер 92′ |

| Венгрия | 0 – 2                         | Германия                                         |
| ------- | ----------------------------- | ------------------------------------------------ |
|         | (Report) (недоступная ссылка) | Селия Окоино да Мбаби 50′ · Патрисия Ханебек 58′ |

| Венгрия | 0 – 2                         | Финляндия                            |
| ------- | ----------------------------- | ------------------------------------ |
|         | (Report) (недоступная ссылка) | Тару Лайянен 21′ · Леена Пуранен 70′ |

| Германия                                                                                 | 5 – 2                         | Швейцария                                |
| ---------------------------------------------------------------------------------------- | ----------------------------- | ---------------------------------------- |
| Селия Окоино да Мбаби 10′ · Анна Бляссе 35′ 76′ · Симоне Лаудер 61′ · Анника Нимайер 85′ | (Report) (недоступная ссылка) | Ванесса Бюрки 37′ · Ванесса Бернауэр 50′ |

| Германия                                                              | 3 – 1                         | Финляндия            |
| --------------------------------------------------------------------- | ----------------------------- | -------------------- |
| Николь Банеки 20′ · Селия Окоино да Мбаби 22′ · Изабель Кершовски 43′ | (Report) (недоступная ссылка) | Линда Селльстрем 57′ |

| Швейцария                                           | 4 – 1                         | Венгрия                             |
| --------------------------------------------------- | ----------------------------- | ----------------------------------- |
| Ванесса Бюрки 1′ 16′ 74′ (пен.) · Мартина Мозер 54′ | (Report) (недоступная ссылка) | Река Жакаб 48′ · Моника Стойбер 72' |

### Группа B
| Команда   | И | В | Н | П | ГЗ | ГП | О |
| --------- | - | - | - | - | -- | -- | - |
| Франция   | 3 | 2 | 1 | 0 | 8  | 2  | 7 |
| Россия    | 3 | 2 | 0 | 1 | 7  | 5  | 6 |
| Англия    | 3 | 1 | 1 | 1 | 5  | 4  | 4 |
| Шотландия | 3 | 0 | 0 | 3 | 2  | 11 | 0 |

| Франция                                                                       | 4 – 0    | Россия |
| ----------------------------------------------------------------------------- | -------- | ------ |
| Жюли Перуцетто 24′ · Луиза Несиб 33′ · Элоди Томи 42′ · Мари-Пьер Кастера 95′ | (Report) |        |

| Шотландия    | 1 – 3                         | Англия                                     |
| ------------ | ----------------------------- | ------------------------------------------ |
| Фэй Хьюз 90′ | (Report) (недоступная ссылка) | Эниола Алуко 28′ 69′ · Лианн Сандерсон 93′ |

| Франция                                                               | 3 – 1                         | Шотландия          |
| --------------------------------------------------------------------- | ----------------------------- | ------------------ |
| Холли Томсон 40′ (авт.) · Мари-Пьер Кастера 50′ · Морган Кортейль 78′ | (Report) (недоступная ссылка) | Памела Лидделл 14′ |

| Россия                        | 2 – 1                         | Англия           |
| ----------------------------- | ----------------------------- | ---------------- |
| Елена Данилова 17′ 87′ (пен.) | (Report) (недоступная ссылка) | Эниола Алуко 65′ |

| Россия                                                              | 5 – 0                         | Шотландия |
| ------------------------------------------------------------------- | ----------------------------- | --------- |
| Елена Терехова 1′ · Елена Морозова 12′ · Елена Данилова 57′ 81′ 86′ | (Report) (недоступная ссылка) |           |

| Англия          | 1 – 1                         | Франция        |
| --------------- | ----------------------------- | -------------- |
| Эниола Алуко 6′ | (Report) (недоступная ссылка) | Элоди Томи 67′ |

### Дополнительный матч за выход на чемпионат мира
| Швейцария                                  | 2 – 1                         | Англия          |
| ------------------------------------------ | ----------------------------- | --------------- |
| Катрин Эггенбергер 29′ · Ванесса Бюрки 50′ | (Report) (недоступная ссылка) | Карен Карни 40′ |

### Полуфиналы
| Германия                  | 1 – 3                         | Россия                     |
| ------------------------- | ----------------------------- | -------------------------- |
| Селия Окоино да Мбаби 44′ | (Report) (недоступная ссылка) | Елена Данилова 43′ 65′ 91′ |

| Франция           | 1 – 0                         | Финляндия |
| ----------------- | ----------------------------- | --------- |
| Мари-Лор Дели 75′ | (Report) (недоступная ссылка) |           |

### Финал
| Франция   | Франция | Россия | Россия   |
| · Франция | 31 июля 2005 года, Залаэгерсег Счёт: 2:2 (2:2, 0:0) 5:6 (пен.) Судья: Лена Арведаль (Швеция) Отчёт об игре | 31 июля 2005 года, Залаэгерсег Счёт: 2:2 (2:2, 0:0) 5:6 (пен.) Судья: Лена Арведаль (Швеция) Отчёт об игре | · Россия |
| · Франция | 16. Сара Буадди 2. Сабрин Деланнуа 3. Лор Булло 4. Морган Куртей 5. Корали Дюше 7. Джессика Уара (8. Мериам Бен Абдель Вахаб, 106') 9. Элоди Томи (11. Орели Мула, 119') 10. Луиза Несиб 14. Жюли Перуцетто 15. Инес Дау 18. Мари-Лор Дели (Мари-Пьер Кастера, 66') Тренер: Стефан Пилард | 1. Эльвира Тодуа 3. Анна Кожникова 5. Мария Филисова 6. Виктория Афанасова 7. Елена Терехова (17. Надежда Харченко, 79'; 4. Александра Гомозова, 93') 8. Оксана Титова 9. Елена Данилова 10. Ольга Петрова 11. Елена Морозова 13. Ксения Цыбутович 16. Олеся Машина Тренер: Валентин Гришин | · Россия |
| · Франция | · 66′ Элоди Томи · 84′ Морган Кортейль | 46′ Елена Терехова · 77′ Елена Данилова | · Россия |
| · Франция | Серия пенальти | | · Россия |
| · Франция | · 1:1 Жюли Перуцетто · 2:1 Луиза Несиб · 3:2 Инес Дау · 4:3 Орели Мула · 4:4 Сара Буадди · 5:5 Корали Дюше · 5:6 Лор Булло | 0:1 Елена Морозова · 1:1 Оксана Титова · 2:2 Виктория Афанасова · 3:3 Ольга Петрова · 4:4 Елена Данилова · 4:5 Эльвира Тодуа · 5:6 Ксения Цыбутович | · Россия |

| Чемпионки Европы среди девушек не старше 19 лет 2005 года Россия 1-й титул |